# Aberaman North
Aberaman North (en anglais) ou Gogledd Aberaman (en gallois) est une communauté du borough de comté de Rhondda Cynon Taf, au pays de Galles.

## Géographie
Aberaman North est située dans le nord du borough de comté de Rhondda Cynon Taf, au confluent de l'Amman (en) et de la Cynon. Elle comprend le village d'Aberaman.

## Histoire
L'ancienne communauté d'Aberaman est scindée entre Aberaman North et Aberaman South en 2016, en application du Rhondda Cynon Taf (Communities) Order 2016.

## Démographie
Au recensement de 2011, le ward d'Aberaman North comptait 5 224 habitants.